# FRTB
La FRTB (pour Fundamental Review of the Trading Book en anglais), initialement publiée en janvier 2016 et mise à jour en janvier 2019, est une proposition de réglementation bancaire,,.
Cette nouvelle réforme, souvent appelée « Bâle IV », fait partie des initiatives prises pour renforcer le système financier après avoir constaté que les précédentes propositions de réglementation bancaire (Bâle II) n'avaient pas permis d'éviter la crise financière de 2007 et l'asphyxie bancaire qui s'est ensuivie,.
Elle a pour objectifs :
- de revoir en profondeur la manière dont les banques évaluent les risques induits par l’ensemble de leurs activités (détail, crédit, marché...) et, en particulier, dont elles évaluent les actifs qu’elles détiennent et le risque de marché qu’elles prennent[1].
- de revoir les exigences en fonds propres imposées aux banques[5].

Le Comité de Bâle prévoyait que cette réforme d'évaluation des risques bancaires entrerait en vigueur au 1er janvier 2019, avant d'être reportée à 2022 .
D'après le Comité, les fonds propres requis au titre du risque de marché pourraient augmenter de 40 % en moyenne pondérée.

## Principes clés
La réforme de la FRTB s'attache à :
- Définir de manière stricte la frontière entre Banking Book et Trading Book, qui reposait jusqu'alors sur des critères considérés comme subjectifs par le Comité de Bâle[7] :
  - Le Banking Book d’une banque rassemble tous les actifs qu’elle détient et qui ont vocation à être utilisés tels quels (par exemple, les bâtiments dont la banque est propriétaire, les actions de ses filiales ou des joint-ventures dont elle est copropriétaire, etc.), ou à être détenus jusqu’à leur échéance (par exemple, les titres destinés à être conservés dès l’émission jusqu’à maturité, comme par exemple les titres émis par la banque centrale et échangés contre du cash).
  - Le Trading Book d’une banque rassemble tous les actifs qu’elle détient et qui ont vocation à faire l’objet de négociations à court/moyen terme.
- Améliorer le modèle interne (IMA pour Internal Model Approach):
  - Standardiser la calibration des « stress tests » utilisés pour calculer les risques en situation de crise financière ou économique.
  - Remplacer la Value at Risk par l'Expected Shortfall à divers horizons de liquidité, pour l'estimation au quotidien du risque de pertes.
  - Prendre en compte le risque de non-liquidité du marché, au lieu de supposer que les positions présentes dans le Trading Book sont toujours liquides (c'est-à-dire que les banques peuvent toujours couvrir ces positions ou s’en débarrasser en 10 jours maximum).
- Limiter les bénéfices apportés par la couverture et la diversification, et standardiser le calcul de leur estimation (pour limiter le risque de dépendance entre actifs).
- Révision de l'approche standard (SA pour Standard Approach):
  - Formules basées sur les sensibilités des produits
- Limiter les écarts d’exigences en capital entre modèles internes et approche standard, par une révision de l’approche standard, des calibrations plus proches entre approche standard et interne, l'utilisation d'un pourcentage de la valeur en approche standard comme valeur plancher des exigences en capital, l'interdiction de combiner modèle standard et modèle interne sur un même trading desk)[7],[8].
- Assurer une meilleure prise en compte du risque de crédit, et de ses composantes continues (spread de crédit) et discrètes (défaut, migration), avec une extension du calcul du risque au périmètre Equity. (Le risque de migration est le risque de pertes directes ou indirectes dues au changement de rating interne ou externe, à la hausse ou à la baisse, d’un émetteur).

Il faut noter que les crédits garantis par une caution (qui est le système le plus répandu pour garantir des crédits immobiliers en France) sont assimilés à des crédits couverts par une hypothèque (qui est le système usuel de garantie des crédits immobiliers en Amérique du Nord), et donc considérés comme aussi sécurisés que ces derniers.